# (14274) Landstreet
(14274) Landstreet (2000 BL21) – planetoida z pasa głównego asteroid okrążająca Słońce w ciągu 5,67 lat w średniej odległości 3,18 j.a. Odkryta 29 stycznia 2000 roku.